# Felix Bernstein
Felix Bernstein (24. února 1878 Halle, Prusko – 3. prosince 1956 Curych, Švýcarsko) byl německý matematik a student Georga Cantora. Je známý především díky tzv. Cantorově-Bernsteinově větě (1897), základnímu výsledku v teorii množin. Zabýval se také matematickými principy genetiky, kde v roce 1924 objevil zákonitost v dědičnosti krevních skupin.
Narodil se v Německu, v roce 1934 emigroval do USA. Po druhé světové válce se vrátil do Evropy a v roce 1956 zemřel na rakovinu ve švýcarském Curychu.